# ريتشارد فيرنون
ريتشارد فيرنون هو عالم سياسة كندي، ولد في 18 يناير 1945.